# Charles Robert Legrand de Boislandry
 (octobre 2023).
Charles Robert Legrand de Boislandry (1755 - 1831), est un négociant et officier qui fut agent du duc de Luxembourg.

## Biographie
Né à Orléans le  2 août 1755, il est le fils cadet de Damien Legrand de Boislandry, négociant, juge-consul à Orléans, d'une famille de L'Aigle (Orne), et de Marie Magdeleine Tassin du Chesne.
Il fut garde du corps du roi (Compagnie de Luxembourg) dans sa jeunesse, avec son frère aîné, Damien Orphée Legrand de Boislandry.
Franc-maçon, secrétaire de la loge de « L'Union-Parfaite » à Orléans en 1779.
Homme de confiance d’Anne-Charles de Montmorency, duc de Luxembourg (1737 + 1803), fondateur du Grand Orient de France en 1773, président de la noblesse aux États Généraux, émigré à Londres puis Lisbonne, il a été employé comme agent secret par le duc de Luxembourg. Il voyageait sous couvert d'activités de négoce dans le "Levant" (Empire Ottoman) et aux Amériques, utilisant le nom de « La Chalousière ». Les lignes les plus sensibles de sa correspondance avec le duc de Luxembourg étaient chiffrées.
Il épouse vers juillet 1783, Antoinette Picault, jeune créole de Saint-Domingue, fille de Charles Picault, riche planteur de cannes à sucre de cette île, seigneur de Mazières. 
En janvier 1784, "La Chalousière" effectue une mission secrète de négociation à Constantinople. Ses directives, approuvées par Vergennes, ont été conservées : « Il s’agirait d’engager les Turcs à prendre à leur solde une Légion Européenne et à l’établir dans une grande isle de l’archipel. Elle se chargerait non seulement de contenir les possessions intéressantes dans leur devoir et de les préserver de toute invasion, mais il serait possible que, en présentant aux Ottomans le tableau d’un corps à leur solde, armé, instruit d’après notre tactique, cet Empire se décida à prescrire à leurs militaires une formation et un régime que leur position critique rend indispensable » (Archives familiales). Ce plan avait pour but de contenir les ingérences russes, autrichiennes et britanniques, et de renforcer l’influence française dans l’Empire Ottoman. Au mois de mars 1784, "le capitaine de La Chalousière" obtient d'être reçu en audience par le grand vizir et de lui présenter la proposition du duc de Luxembourg. Cependant, le gouvernement de la Porte décline diplomatiquement l'offre d'assistance française transmise par "La Chalousière". Elle est à la fois trop tardive, trop limitée et en contradiction avec la ligne adoptée par le comte de Saint-Priest, ambassadeur du roi, qui a déjà conseillé à l'allié turc de céder à la Russie.
De 1785 à 1789, il assiste le duc de Luxembourg dans le combat souterrain qui l'oppose au duc d'Orléans et à la faction radicale du Grand Orient. Il est encore à ses côtés à Versailles, en juin 1789, puis en émigration à Londres dès le mois suivant, et lui sert encore d'agent de liaison avec la France et la Suisse en 1790.
La décision du duc de Luxembourg de se retirer à Lisbonne, faute d'influence et de subsides, l 'incite à se tourner vers les Amériques. En 1792-1793, Robert de Boislandry est gérant des vastes plantations de la famille Picault à Saint-Domingue.
En 1793-1794, il porte la qualité de  "commissaire du roi" pour cette île et tente infructueusement d'obtenir une assistance militaire britannique au profit des colons royalistes de Saint-Domingue.
En 1794, après la sanglante insurrection de l'île, il se réfugie à Baltimore (Maryland) où il devient négociant et armateur, en relation commerciale avec les Antilles et l'Angleterre. 
Veuf, il se remarie en septembre 1796, à Baltimore, à Louise Buscaille de Kermassé (1775 + 1854), comme lui réfugiée de Saint Domingue.
En 1797, étant en séjour à Londres, il y intervient au profit du duc de Luxembourg, qui tente sans succès de reprendre du service en levant un régiment à la solde de l’Angleterre. 
La "quasi-guerre" entre la France et les États-Unis (1798-1800), guerre maritime non déclarée, compromet puis ruine ses affaires. Il perd un navire marchand, saisi par l'US Navy, et doit en vendre un autre à la marine française à l'île de Saint-Barthélemy.
Rentré en France en 1802, venant de faire banqueroute, il intègre l'administration des Finances comme receveur des douanes.
A la Restauration, il est décoré de l'ordre de Saint-Louis au mois d'octobre 1814.
Il meurt à son domicile d'Orléans le 31 décembre 1831.